# عبدالرحمان صفرزائی
عبدالرحمان صفرزائی، روستایی از توابع بخش مرکزی شهرستان هیرمند در استان سیستان و بلوچستان ایران است.

## جمعیت
این روستا در دهستان جهان‌آباد قرار دارد و براساس سرشماری مرکز آمار ایران در سال1395، جمعیت آن 787نفر (178خانوار) بوده‌است.